# Оним
О́ним (от др.-греч. ὄνυμα — (в эолийском и дорийском (дорическом) диалектах) имя, название) — слово, словосочетание или предложение, которое служит для выделения именуемого им объекта среди других объектов, его индивидуализации и идентификации. В обязательном порядке входит в состав сложных двусоставных терминов ономатологии, например: фитоним, анемоним, хромоним, космоним, теоним, идеоним, хрематоним и т. д., которые и составляют различные разделы о́нимов по видам , то есть имена собственные. В результате онимизации в состав онимов могут входить также имена прилагательные и имена числительные. Таким образом, о́ним является основным термином и предметом изучения ономастики.

## Происхождение термина
В сложных словах о́ним имеет вторую форму омоним (одноимённый): от др.-греч. ὁμός — один и тот же, одинаковый и ὄνο μα — имя. По этой же модели были созданы слова: синоним, антоним, эпоним, а в ономастике термины: топоним, антропоним и т. д. Если слово имеет несколько значений, то его следует называть омонимом, а не онимом, например: омоним «за́мок» и омоним «замо́к».

## Использование
Форма о́ним удобна как объединяющая для всех соподчинённых терминов; она используется в термине, называющем совокупность собственных имён: они́мия и в терминах, называющих процессы: онимиза́ция, деонимизация, в прилагательном оними́ческий (в отличие от ономастический); в другой части терминов используется форма онома, ср. ономастика, ономатолог, ономастикон, ономасиология.
Онимизация — переход имени нарицательного в имя собственное и его дальнейшее становление и развитие в любом разряде о́нимов.
Примеры:
мороз → русская и украинская фамилия Мороз → астроном Мороз, Василий Иванович → Мороз (марсианский кратер) назван в честь астронома Мороза В. И.
роза → личное имя Роза → фамилия Розин, Розов.
белые → имя прилагательное → Белое движение, Белая армия.
Они́мия — совокупность онимов:
1. частная: данной территории, данного языка, данного периода, данного документа, книги, писателя и т. п.;
2. общая.

Область распространения отдельного онима устанавливается в результате ономастического исследования данной территории. По результатам таких исследований составляется ономастический атлас, карты которого показывают распространение на данной территории различных ономастических явлений.
Частный случай ономастического атласа: антропонимический атлас и топонимический атлас.

## Виды онимов
- Акроним — аббревиатура: слово, образованное из начальных звуков или букв словосочетания, например: ЕГЭ; комсомол.
- Агноним — лексическая единица языка, которая малопонятна или малоизвестна, например: шаньга.
- Агороним — название площади, рынка (Красная площадь).
- Агрооним — название земельного участка, пашни, поля (Десятинное поле).
- Аллоним — имя реального человека, используемое автором сочинения вместо собственного.
- Андроним — именование жены по имени, прозвищу мужа (Семёниха).
- Анемоним — имя стихийного бедствия (ураган Ава).
- Антропоним — любое имя человека: имя, отчество, фамилия, прозвище, кличка, псевдоним (Сергей).
- Астионим — собственное имя города (Калуга).
- Астроним — собственное имя небесного тела, например: (Плутон).
- Венусоним — собственное имя любого природного объекта на Венере (Равнина Снегурочки).
- Висконим — имя собственное, являющееся наименованием вискикурни и производимой ею марки виски, используемое в торгово-коммерческой коммуникации (Macallan)
- Гелоним — название болота (Пинские болота).
- Геоним — собственное имя любого природного объекта на Земле (Тихий океан).
- Гидроним — собственное имя любого водного объекта: естественного или искусственного (Берингов пролив).
- Гинеконим — именование мужа по имени, прозвищу жены (Марьюшкин).
- Гипероним - понятие, выражающее общую суть чего-либо (Звери, Растения, Водоемы).
- Гипоним - понятие, выражающее частную сущность чего-либо по отношению к общему понятию (Рысь (зверь), Сосна (растение), Черное море (водоем)).
- Годоним — наименование линейного объекта в городе: проспекта, линии, улицы, переулка, проезда, бульвара, набережной (Невский проспект).
- Дримоним — собственное имя любого лесного участка: леса, бора, рощи (Красный бор).
- Дромоним — собственное имя любого пути сообщения: наземного, водного, воздушного (Волго-Дон).
- Зооним — собственное имя, кличка животного (кот Барсик).
- Катойконим — название жителей по месту жительства (Новгородцы).
- Комоним — собственное имя любого сельского поселения (село Ефремово).
- Космоним — собственное имя зоны космического пространства (Созвездие Ориона).
- Криптоним — любое скрываемое собственное имя (Фамилия Ульянов, скрываемая под партийной кличкой Старик).
- Лимноним — собственное имя озера, пруда (озеро Байкал).
- Лингвоним — название, применяемое для языков и связанных с ними лексических единиц.
- Макротопоним — собственное имя крупного, широко известного физико-географического объекта (Евразия)
- Марсионим — собственное имя любого природного объекта на Марсе (Равнина Эолия)
- Матроним — прозвище «отчество» по матери (Аннушкин)
- Меркурионим — собственное имя любого природного объекта на Меркурии (Море Пана).
- Микротопоним — собственное имя мелкого, малоизвестного физико-географического объекта (Николин ключ).
- Мононим — полные имена, состоящие из одного слова (Сократ).
- Некроним — личное имя, данное в память умершего родственника.
- Ойконим — собственное имя любого поселения (Тюмень).
- Оним — слово, словосочетание, которое служит для выделения объекта из ряда других объектов, имя.
- Ороним — собственное имя любого элемента рельефа земной поверхности, положительного или отрицательного: гор, долин (гора Эверест).
- Патроним — прозвище по отцу, отчество (Николаевич).
- Пелагоним — собственное имя любого моря или его части (Чёрное море).
- Планетоним — собственное имя природно-физического объекта на любом из небесных тел (Море Смита).
- Полисоним — собственное имя любого города (Ростов).
- Порейоним — собственное имя данного экземпляра любого вида транспорта (автомобиль «Лада»).
- Потамоним — собственное имя любой реки (Енисей).
- Псевдоним — вымышленное имя, существующее в общественной или литературной жизни наряду с настоящим: Максим Горький, Антоша Чехонте.
- Селенонимы — собственные имена природно-физических объектов на Луне, например: Море Дождей.
- Спелеоним — собственное имя любого подземного образования: пещеры, грота, пропасти, колодца, лабиринта (пещера Кургазак).
- Теоним — собственное имя божества в любом пантеоне (Зевс).
- Топоним — собственное имя любого физико-географического объекта (Псковская область).
- Урбаноним — собственное имя любого внутригородского топографического объекта (станция метро «Багратионовская»).
- Фалероним — собственное имя любого ордена, медали, знака отличия (орден Мужества).
- Фиктоним — собственное имя, придуманное для того, чтобы скрыть настоящее, подлинное имя (Населённый пункт Н.)
- Фитоним — собственное имя любого растения (Подорожник).
- Фонтаноним — собственное имя фонтана как вид урбанонима и гидронима (Фонтан Треви)
- Хороним — собственное имя любой территории, области, района (Пушкинский район).
- Хрематоним — собственное имя предмета материальной культуры: оружия, музыкального инструмента, ювелирного изделия, драгоценного камня, предмета утвари (Царь-колокол).
- Хрононим — собственное имя отрезка времени (Великая Отечественная война).
- Экзоним — традиционная для данного языка форма топонима, относящегося к объекту вне территории этого языка, несовпадающая с современной формой в языке-источнике (Рим — Roma).
- Экклезионим — собственное имя места совершения обряда, поклонения любой религии: имя храма, часовни, священного камня, дерева (Собор святого Петра).
- Эпоним — имя исторической личности или персонажа, от которого образованы имена нарицательные или другие имена собственные (эскулап,ирод).
- Эргоним — собственное имя делового объединения людей: союза, организации, учреждения, корпорации, предприятия, общества, заведения, кружка (компания «Лукойл»).
- Этноним — название любого народа, этноса (татары).